# Quatuor Paganini
Pour les articles homonymes, voir Paganini (homonymie).
Le Quatuor Paganini est le nom donné au quatuor d'instruments du luthier italien Antonio Stradivari achetés et joués par Niccolò Paganini :
- Le violon Paganini-Comte Cozio di Salabue (1727)
- Le violon Paganini-Desaint (1680)
- L'alto Paganini-Mendelssohn (1731)
- Le violoncelle Paganini-Ladenburg (1736)

## Historique des propriétaires
En 1945, le violoniste Henri Temianka rencontre le célèbre violoncelliste Robert Maas, qui avait été membre du Quatuor Pro Arte et avait obtenu le parrainage de Anna E. Clark, veuve de William Andrews Clark, intéressée par la formation d'un nouveau quatuor à cordes. Maas a découvert les quatre instruments stradivarius de Paganini à la boutique d'Emil Herrmann à New York. Madame Clark a rapidement acheté les fabuleux instruments du Quatuor. Des ajustements ont été apportés aux instruments par le grand artisan Simone Fernando Sacconi. Le violoniste Gustave Rosseels et l'altiste Robert Courte acceptent immédiatement l'invitation et complètent l'ensemble qui a pris le nom de Paganini Quartet.
Lorsque le Paganini Quartet est dissous en 1966, les quatre instruments reviennent à la Corcoran Gallery of Art de Washington. Conformément à la volonté de Madame Clark, ils ne devaient jamais être séparés et portent ensemble le nom de « Quatuor Paganini ». À partir de 1992, ils ont été prêtés au Quatuor de Cleveland. Depuis 1994, ils ont été acquis par la Nippon Music Foundation et ont été joués par le Quatuor de Tokyo jusqu'à sa dissolution en 2013. Les quatre instruments ont été joués par le Quatuor Hagen entre décembre 2013 et août 2017. Aujourd'hui ces instruments sont confiés au Quartetto di Cremona.

## Les instruments

### LePaganini-Comte Cozio di Salabue
Paganini déclara au sujet de cet instrument, dont la sonorité l'enchantait qu'il ne s'en départirait jamais : « Ce violon sonne comme une contrebasse ».

### LePaganini-Mendelssohn
C'est lors d'un séjour outre-manche en 1833 que Paganini achète au luthier londonien George Corsby cet alto Stradivarius de 1731. Paganini appréciait tant cet alto qu'il, semble-t-il, commanda à Hector Berlioz une œuvre sur le thème de Les Derniers Instants de Marie Stuart, afin de mettre en valeur sa virtuosité. Mais Berlioz composa Harold en Italie, œuvre symphonique avec partie d'alto soliste. Paganini ne jouera pas cette pièce qu'il trouvait pas assez virtuose, mais se retractera en l'entendant plus tard et fera « amende honorable » en faisant un don de 20 000 francs à Berlioz…